# Украински език
Украинският език (на украински: українська мова, исторически: руська или русинська мова) е източнославянски език, говорен от около 32 000 000 – 45 000 000 души (основно етнически украинци) в Украйна, Полша, Словакия, Румъния, Молдова, Русия и други. Смята се за втори или трети най-говорен славянски език, в зависимост от статистиките, които се използват.

## Разпространение и говорещи
Точният брой говорещи в момента е неизвестен поради липсата на скорошни данни. Според някои източници е около 32 милиона души, а други – до 45 милиона. Според последното преброяване от 2001 г. около 67% от населението на Украйна смята украинския език за първи или роден. Тези данни може да са се променили, както предлага изследване от 2022 година. Украинският език може да се смята за втори или трети най-говорен славянски език. В зависимост от данните които се използват, той има повече или по-малко говорещи от полския език.

### В интернет
След старта на руското нападение над Украйна употребата на украинския език в социалните медии се увеличава значително.

## История
Иван Котляревски, смятан за основател на съвременната украинска литература, е написал поемата „Енеида“ (на украински: Енеї́да), която е кръстена на римската поема със същото име през 1798 г. „Енеида“ се смята за първото произведение, написано на съвременен украински език и за началото на съвременната украинска литература.
Има и по-стари сведения за украинският език, тогава наричан „руськи“ (на полски: ruski). Например роденият в Лвов, Жечпосполита Якуб Гватович (на полски: Gawatowicz (Gawat) Jakub), който през 1619 г. пише „Трагедията на пресветия Иван Кръстител“ (на украински: „Трагедія, або Образ смерті пресвятого Івана Хрестителя, посланця Божого“; на полски: Tragaedię, albo Wizerunk śmierci przeświątego Jana Chrzciciela, przesłańca Bożego). В нея има части, написани на тогавашния украински (на украински: руськи, на полски: ruski) език, и герои, които представят бита на тогавашните украинци.

### Име
В историята езикът е наричан „руськи“, „ruski“ или „русиньски“. В Руската империя е наричан „малорусский“, „западнорусский“ и по-късно „малороссийский“. В Австро-Унгария рутенският език (на украински: руська мова; на немски: Ruthenische Sprache) е признат като един от официалните езици на областите Галиция и Буковина. Във Втората полска република езикът е също записан като „руськи“ (на полски: ruski) даже когато се говори за съвременния украински език. На български старите форми на езика се наричат рутенски език. Името „украински“ влиза в широка употреба по-късно, в средата на XX век.

## Азбука
В украинския език се използват 33 букви. Те са:
| А а | Б б | В в | Г г | Ґ ґ | Д д | Е е | Є є | Ж ж |
| З з | И и | І і | Ї ї | Й й | К к | Л л | М м | Н н |
| О о | П п | Р р | С с | Т т | У у | Ф ф | Х х | Ц ц |
| Ч ч | Ш ш | Щ щ | ь   | Ю ю | Я я |     |     |     |

Украинският език е много близък до руския и до беларуския език. Сходството помежду им е това, че имат еднакво построена граматична схема. Например и в трите езика съществуват падежи, склонения и др. Между украинския и българския език съществуват много езикови разлики, но тъй като и двата произхождат от праславянски език, имат много думи, които са близки по произношение и значение, напр. неділя (неделя), червоний (червен), любов (любов). В българския език също се е запазил звателният падеж, както и в украинския – нещо, изчезнало от руския с някои изключения. Неправилните съществителни са сходни в българския и украинския. Например множественото число на „ден“ (на украински: день) е „дни“ (на украински: днів). В украинския език съществуват и думи с прабългарски характер, което е едно доказателство за хипотезата, че волжки българи са живели и по земите около река Днепър. Украинските диалекти имат в речниковия си запас значителен брой думи от полски и тюркски произход.

## Фонетика
1. Азбука на украинския език
Азбуката на украинския език съдържа 33 букви. В украинския език има и апостроф.
Апострофът втвърдява предишната буква, противоположното на буквата „ь“, която омекотява. Той също „отделя“ част от думата.
Например:
бур`ян би се изговорило с твърдо [р] и [й], произнасяйки се [бурйан].
буря тук [р] става меко, а [й] не се изговаря. Произнася се [бурьа]. Тоест стандартно омекотяване.
Буквите б, п, в, м, ф никога не могат да бъдат „меки“ в украинския език, за това винаги се пише апостроф ако са последвани от омекотяваща гласна (є, ї, я). Има много правила за това кога се пише апостроф и кога не. Други букви които са винаги твърди са ш, щ, ж, ч, к, х, г.
1.1. Ето как се произнасят някои букви, различни от тези в българския език:
- Ґґ [г]
- Є є [йе]
- I і [и]
- Ї ї [йи]
- Щ щ [шч]

1.2. В украинския език буквата Г г се произнася като звучното съответствие на звука [х].
1.3. Буквата И и се произнася [ъй], или близко до ы в руския език:
- запитання [запъйтання]
- риба [ръйба]

## Морфология

### Съществителни имена
Съществителните имена в украински език (іменники) имат род, изменят се по число и падеж, групират се в склонения и разряди.

#### Род
В украинския език съществителните имена принадлежат към един от трите рода: мъжки, женски и среден род. Граматически род нямат съществителните, които са само в множествено число, напр.: канікули, уста, меблі и пр. При съществителните имена има и т. нар. общ род. Той се определя синтактически или по формата на съгласуване с останалите думи, напр.: круглий сирота – кругла сирота.
- N.B.! Съществителните имена, които означават професия, са само от мъжки род, напр.: інженер, асистент, пілот.

#### Число
В украинския, както и в българския език има две форми за число – единствено число (однина) и множествено число (множина). В някои славянски езици (в т.ч. украински и български език) има съществителни, които имат форма само за множествено число, например: укр. штани – рус. брюки. Има и съществителни имена, които в украински език се употребяват и в двете форми. Този вид е най-разпространен: зошит, зустріч, доба и пр.
Съществителни имена, които се употребяват само в единствено число: розвиток, туга, юність.

#### Особености на падежните окончания в II склонение
Определени трудности възникват при склонение на съществителни с афикс -р. Те могат да се изменят по типа на меката, твърдата и смесената група. В родителен падеж единствено число на съществителните от мъжки род имат окончание -у/-ю, а част от тях – окончание -а.
Окончание -у/-ю имат съществителните, които обозначават явленията на природата, абстрактните понятия, наименованията на учреждения и обществени служби. Съществителните имена, отбелязващи лица, конкретни единични предмети, географски названия и др., имат окончания -а/-я.

#### Особености на съществителните имена от III склонение
Към II склонение спадат съществителните от женски род с основа на мека и твърда съгласна, а също и съществителното мати. В именителен падеж повечето от съществителните имена имат мека съгласна: сіль, осінь, тінь. Има и някои съществителни, които в именителен падеж, единствено число имат твърда съгласна: кров, розкіш, стіл. В творителен падеж, единствено число съгласните се удвояват, ако те стоят след гласна буква: ніччю, тінню. Не се удвояват съгласните б, в, м, п, р и ф: верф’ю, кіновар’ю.

#### Особености на съществителните имена от IV склонение
- Единствено число. В именителен, винителен и звателен падеж, съществителните имена имат афикс -а и -я (след меки съгласни). Суфиксите -ат (-ят), -ен, се появяват в родителен и дателен падеж, а в творителен отсъстват.
- Множествено число. В именителен падеж след суфиксите -ат (-ят), -ен те приемат окончание -а (-я). Във винителен падеж названията на неодушевените предмети имат форми, общи с тези на именителен падеж и родителен падеж.

#### Звателен падеж
В украински език съществителните имена имат седми падеж, по-специфичен от другите. Това е звателният падеж. Такава форма с окончание -е имат всички собствени имена. Ако името се състои от име и презиме, то тогава окончанията са съответно:-е/-у (за м.р.) и -є/-о.
Това е единственият падеж, който се е запазил в българският език, и се образува по сходен начин и при идентични обстоятелства. Например:
на български: „Иване, учи украински.“
на украински: „Іване, вивчай українську.“
на български: „Бабо, научи ме да говоря на украински.“
на украински: „Бабо, навчи мене говорити українською.“

### Прилагателни имена
Прилагателните имена в украински език (прикметники) се изменят по род, число и падеж и също така се съгласуват със съществителните имена, към които се отнасят. Също така те имат сравнителна и превъзходна степен, пълна и кратка форма.

#### Степени на сравнение
Повечето от качествените прилагателни имат две степени на сравнение – сравнителна и превъзходна (вищий i найвищий).
Простата форма се образува с помощта на суфиксите (наставките) -ш- и -іш-: веселий – веселіший, здоровий – здоровіший.

#### Пълна и кратка форма
В украинския език прилагателните имена имат по правило пълна форма, но само някои от тях притежават и кратка форма. Пълната форма съществува в два варианта – стяжен (зелений, зелена, зелене, зелені) и нестяжен (зеленая, зеленеє, зеленії). Най-употребяваните форми са пълните стяженни форми за прилагателно име. Прилагателните имена от женски и среден род в именителен и винителен падеж попадат и в т.нар. нестяженна форма (синяя, синєє и за мн.ч. синії). Нестяженните форми се използват и във фолклора. Кратките форми в украински език се употребяват само в именителен и винителен падеж (зелен сад, славен народ). Те не се изменят по род, число и падеж.

#### Склонение на прилагателните имена
По характер на основата на думата прилагателните имена се разделят на две групи: твърда и мека. Към твърдата група принадлежат по-голямата част от украинските прилагателни имена. В именителен падеж, единствено число те имат окончание -ий (мъжки род) и -а (женски род), -е (среден род): білий, біла, біле.
Към меката група спадат прилагателните имена, които в именителен падеж имат окончание -ій (-їй), -я, -є: нижній, нижня, нижнє.

#### Образуване на прилагателни имена
Голяма част от украинските прилагателни са вторични думи. Основните начини за тяхното образуване са:
- С префикси: гарний – прегарний, високий – зависокий;
- Със суфикси: синій – синявий, зима – зимовий;
- Префиксално – суфиксално: садиба – присадибний, берег – прибережний;
- Със сложни основи: білий камінь – білокам’янний, сірий i зелений – сірозелений;
- N.B.! Образуването на прилагателни имена от съществителни имена с помощ на суфикса -ськ- се съпровожда със звукови изменения:
  - при наличие на буквите г, ж, з + -ськ (-ий) → -зьк (-ий);
  - при наличие на буквите к, ч, ц + -ськ (-ий) → -цьк (-ий);
  - при наличие на буквите х, ш, с + -ськ (-ий) → -ськ (-ий);
  - съществуват и изключения, при които това правило не важи, напр.: герцогський, казахський;

#### Преход на прилагателни имена в съществителни имена
Някои прилагателни имена имат способност да се променят и граматически да се превърнат в съществителни имена. Те специфични прилагателни имена са групирани по следния начин:
- названия на лица;
- названия на животни;
- названия на помещения;
- названия на абстрактни понятия.

### Числителни имена
Числителното име (числівники) е неизменяема част на речта, която означава численост и се употребява като пояснение на съществителното име (по-рядко – самостоятелно). Числителното име се дели по значение и форма, а също така и на количествени и редни. По състав се делят на сложни и съставни. Количествените числителни се разделят на дробни, събирателни и неопределено – количествени. Числителните имена се скланят по падеж (без думите мало, немало, чимало и др.) Формите за род и число преобладават при отделни думи: один, одна, одно и одне, одні; два (м.р., ср.р.), півтори (ж.р.) и др. В украинския език количествените числителни имена могат да имат и друго граматическо значение, напр. съществителни (трійка), глаголи (потроїти), наречия (тричі).

#### Склонение на числителните имена
Числителните имена в украински език се скланят нееднотипно.
3.1.1. Склонение на числителното име ОДИН:
И. один одна одно одні 
Р. → одного → однієї → одного → одних Д. → одному → одній → одному → одним
В. → один и одного → одну → одно → одні и одних
Т. → одним → однією → одним → одними
П. → (на) одному → (на) одній → (на) одному → (на) одних
3.1.2. Склонение на числителните имена ДВА, ТРИ, ЧОТИРИ:
И. → два, дві → три чотири
Р. → двох → трьох → чотирьох
Д. → двом → трьом → чотирьом
В. → аналогично на И. или Р. 
Т. → двома → трьома → чотирма
П.→ (на) двох → (на) трьох → (на) чотирьох
3.1.3. Склонение на числителните имена 5 – 20, 30, 50, 60, 70, 80:
И. → п'ять → сім → вісім
Р. → п'яти, п'ятьох → семи, сімох → восьми, вісьмох
Д. → п'яти, п'ятьом → семи, сімом → восьми, вісьмом
В. → п'ять, п'ятьох → сім, сімох → вісім, вісьмох
Т. → п'ятьмя, п'ятьома → сьома, сімома → вісьма, вісьмома
П. → (на) п'яти, п'ятьох → (на) семи, сімох → (на) восьми, вісьмох
И. → одинадцять → двадцять
Р. → одинадцяти, одинадцятьох → двадцяти, двадцятьох
Д. → одинадцяти, одинадцятьом → двадцяти, двадцятьом
В. → одинадцять, одинадцятьох → двадцять, двадцятьох
Т. → одинадцятьма, одинадцятьома → двадцятьма, двадцятьома
П. → (на) одинадцяти, одинадцятьох → (на) двадцяти, двадцятьох
И. → п'ятдесят → сімдесят
Р. → п'ятдесяти, п'ятдесятьох → сімдесяти, сімдесятьох
Д. → п'ятдесяти, п'ятдесятьом → сімдесяти, сімдесятьом
В. → п'ятдесят, п'ятдесятьох → сімдесят, сімдесятьох
Т. → п'ятдесятьма, п'ятдесятьома → сімдесятьма, сімдесятьома
П. → (на) п'ятдесяти, п'ятдесятьох → (на) сімдесяти, сімдесятьох
3.1.4. Склонение на числителните имена 200 – 900:
И. → двісті → триста → чотириста
Р. → двохсот → трьохсот → чотирьохсот
Д. → двомстам → трьомстам → чотирьомстам 
В. → двісті, двохсот → триста, трьохсот → чотириста, чотирьохсот
Т. → двомастами → трьомастами → чотирмастами
П. → (на) двохстах → (на) трьохстах → (на) чотирьохстах
И. → п'ятсот → дев'ятсот
Р. → п'ятисот → дев'ятисот
Д. → п'ятистам → дев'ятистам
В. → п'ятсот → дев'ятсот
Т. → п'ятьмастами, п'ятьомастами → дев'ятьмастами, дев'ятьомастами
П. → (на) п'ятистах → (на) дев'ятистах

#### Склонение на редните числителни имена
Редните числителни имена се скланят аналогично на прилагателните имена. В съставните редни числителни имена се скланя само последната дума, напр.: сто сорок п’ятий – сто сорок п’ятого, сто сорок п’ятому и пр.

#### Особености в склонението на числителните имена
- В украинския език при числителните имена, започващи с числата два, три, чотири (а също и тези, които са с проследен компонент два, три, чотири), съществителните имена се употребяват само в именителен падеж, напр.: два онуки, три учні, чотири дочки и пр.
- Числителните имена, които започват с пет, в именителен и винителен падеж в комбинация със съществително име, се употребяват с формата за родителен падеж, единствено число: п’ять синів, сім відсотків.

### Местоимения
Местоимението (займенники) е дума, която се употребява вместо съществително, прилагателно или числително име.
В украинския език местоименията се делят на следните разряди: лични, възвратни, притежателни, указателни, въпросително-относителни, определителни, отрицателни и неопределени.

#### Лични местоимения
В групата на личните местоимения влизат:
|       | 1 л. | 2 л. | 3 л.            |
| ед.ч. | я    | ти   | він, вона, воно |
| мн.ч. | ми   | ви   | вони            |

#### Спрежения

##### Първо лице
| Падеж      | ед. ч.    | мн. ч.   |
| именителен | я         | ми       |
| родителен  | мене      | нас      |
| дателен    | мені      | нам      |
| винителен  | мене      | нас      |
| творителен | мною      | нами     |
| местен     | (на) мені | (на) нас |

##### Второ лице
| Падеж      | ед. ч.    | мн. ч.   |
| именителен | ти        | ви       |
| родителен  | тебе      | вас      |
| дателен    | тобі      | вам      |
| винителен  | тебе      | вас      |
| творителен | тобою     | вами     |
| местен     | (на) тобі | (на) вас |

##### Трето лице

###### ед. ч.
| Падеж      | м. р.                | ж. р.        | ср. р.               |
| именителен | він                  | вона         | воно                 |
| родителен  | його, (за) нього     | її, (за) неї | його, (за) нього     |
| дателен    | йому                 | їй           | йому                 |
| винителен  | його, (на) нього     | її, (на) неї | його, (на) нього     |
| творителен | ним                  | нею          | ним                  |
| местен     | (на) ньому, (на) нім | (на) ній     | (на) ньому, (на) нім |

###### мн. ч.
| Падеж      | форма        |
| именителен | вони         |
| родителен  | їх, (до) них |
| дателен    | їм           |
| винителен  | їх           |
| творителен | ними         |
| местен     | (на) них     |

N.B.! Местоименията він, вона, воно във формите си във винителен и родителен падеж в съчетание с предлог получават допълнителна буква -н.
В украински език е прието да се употребява местоименната форма Ви при разговор с по-възраст или ранг. Подчертава също уважение и вежливост.

#### Възвратно местоимение
Възвратното местоимение в украински език се скланя по следния начин:
| Падеж      | форма   |
| именителен | —       |
| родителен  | себе    |
| дателен    | собі    |
| винителен  | себе    |
| творителен | собою   |
| местен     | на собі |

#### Притежателно местоимение
Към притежателните местоимения в украински език принадлежат: мій, твій, свій, наш, ваш, їхній. Местоименията мій, твій, свій се скланят по следния образец:
| Падеж      | форма                                                              |
| именителен | мій, моя, моє, мої                                                 |
| родителен  | мого, моєї, мого, моїх                                             |
| дателен    | моєму, моїй, моєму, моїм                                           |
| винителен  | мій, мого, мою, моє, моїх, мої                                     |
| творителен | моїм, моєю, моїм, моїми                                            |
| местен     | (на) моєму, (на) моїм, (на) моїй, (на) моєму, (на) моїх, (на) моїм |

#### Показателно местоимение
Към показателните местоимения спадат следните местоимения: той (отой), цей (оцей), такий (отакий), стільки.
По-долу е представена таблица с образец за склонението на този вид местоимения.
| Падеж      | форма                                                        |
| именителен | той, та, те, ті                                              |
| родителен  | того, тієї, тої, того, тих                                   |
| дателен    | тому, тій, тому, тим                                         |
| винителен  | той, того, ту, те, того, тих, ті                             |
| творителен | тим, тією, тим, тими                                         |
| местен     | (на) тому, (на) тім, (на) тій, (на) тому, (на) тім, (на) тих |

N.B.!: Местоимението цей се употребява при посочване на близки обекти, а той се използва при по-далечни или далечни обекти.

#### Определително местоимение
Към определителните местоимения принадлежат: весь, сам, самий, всякий, інший и др. Местоименията като например весь, се скланят като прилагателните имена от твърдата група.
В украински език определителните местоимения могат да се употребяват във форма с ласкателни (умалителни) суфикси: всенький, кожненький и др. Местоимението кожний има и кратка форма кожен.
Местоименията хто, що, який, чий, котрий, скільки са въпросителни и относителни местоимения.

#### Отрицателно и неопределително местоимение
Отрицателните и неопределителните местоимения се скланят така както и въпросителните местоимения, от които те са образувани. Отрицателните местоимения се образуват с помощта на префикса ні-: ніхто, ніщо и пр.
Неопределителните местоимения се съставят с помощта на партикулата (частицата) де, аби, сь (пишат се заедно) и с помощта на будь-, -небудь, казна- и пр. Неопределителното местоимение якийсь във формата си за родителен и предложен падеж пред частицата – сь получават звук [о]: якийсь – якихось.

### Глагол
Глаголът (дієслово) е част на речта, която обозначава действие.
В украински език съществуват спрегаеми и неспрегаеми глаголни форми. Към неспрегаемите форми на глагола спадат инфинитив (інфінітив), причастие (дієприкметник) и деепричастие (дієприслівник). Неспрегаемите форми не се изменят по лице, време и наклонение.

#### Инфинитив на глагола
В украински език основната форма на глагола (инфинитив) има суфикс -ти: жити, розмовляти, іти. Съществува форма -ть, която се използва главно във фолклора и художествената литература.

#### Форми за сегашно време от изявително наклонение (I спрежение)
В украински език, глаголите от изявително наклонение (дійсного способу) има форма за сегашно, минало и бъдеще време. Глаголите от сегашно и бъдеще време се изменят по лице. Различават се две спрежения на глаголите. По-долу е представен образец за спрягане на глаголите от I спрежение.
ед. ч. → мн. ч.
розмовля-ю, пиш-у → розмовля-ємо, пиш-емо
розмовля-єш, пиш-еш → розмовля-єте, пиш-ете
розмовля-є, пиш-е  → розмовля-ють, пиш-уть
- N.B.! При образуване на лични форми въз основа на глаголи от I спрежение се получава редуване на следните съгласни:

- г, к, х – ж, ч, ш
- з, с – ж, ш
- т – ч
- ск – щ [шч]
- г – гн

Следващата таблица е образец за спрягане на глаголи от II спрежение:
ед. число → мн. число
леж-у, нош-у → леж-имо, нос-имо
леж-иш, нос-иш → леж-ите, нос-ите
леж-ить, нос-ить леж-ать, нос-ять
- N.B.! При образуване на лични форми въз основа на глаголи от II спрежение се получава редуване на следните съгласни:
  - б, п, в, м, ф – бл, пл, вл, мл, фл (за 1 л. ед. ч. и 3 л. ед. ч.)
  - д – дж, з – ж, с – ш, т – ч (1 л. ед. ч.)
  - г – ж (във всички лица)

#### Частицата б (би)
Глаголите от т. нар. умовного способу (условно наклонение) се образуват от формите за
минало време с помощта на частицата б (би).

## Изучаване на украински език в България
В България украински език се изучава в СУ „Св. Климент Охридски“. Преподаватели по украински език са Албена Стаменова, Валентина Драгулева, Лидия Терзийска, Райна Камберова, Олга Сорока, Лилия Желева и Владимир Колев.
През 2008 г. е издаден първият в България учебник по украински език за българи с автори Албена Стаменова и Райна Камберова.